# Renchen
Renchen település Németországban, azon belül Baden-Württembergben. Lakosainak száma 7451 fő (2023. december 31.). Renchen Rheinau és Achern községekkel határos.

## Népesség
A település népessége az elmúlt években az alábbi módon változott:
| Lakosok száma | 5982 | 7238 | 7324 | 7361 | 7414 | 7433 | 7451 |
|               | 1975 | 2015 | 2017 | 2019 | 2021 | 2022 | 2023 |